# Drakčići
Drakčići (izvirno srbsko Дракчићи) je naselje v Srbiji, ki upravno spada pod Občino Kraljevo; slednja pa je del Raškega upravnega okraja.

## Demografija
V naselju živi 522 polnoletnih prebivalcev, pri čemer je njihova povprečna starost 42,9 let (41,3 pri moških in 44,4 pri ženskah). Naselje ima 217 gospodinjstev, pri čemer je povprečno število članov na gospodinjstvo 2,94.
To naselje je, glede na rezultate popisa iz leta 2002, večinoma srbsko, a v času zadnjih 3 popisov je opazen porast števila prebivalcev.
|  |

| Demografija | Demografija     | Demografija     |
| Leto        | Št. prebivalcev | Št. prebivalcev |
| ----------- | --------------- | --------------- |
|             |                 |                 |
|             |                 |                 |
|             |                 |                 |
|             |                 |                 |
| 1948        | 569             |                 |
| 1953        | 542             |                 |
| 1961        | 574             |                 |
| 1971        | 585             |                 |
| 1981        | 620             |                 |
| 1991        | 636             | 632             |
| 2002        | 658             | 638             |
|             |                 |                 |

| Etnična sestava po popisu iz leta 2002 | Etnična sestava po popisu iz leta 2002 | Etnična sestava po popisu iz leta 2002 | Etnična sestava po popisu iz leta 2002 | Etnična sestava po popisu iz leta 2002 |
| -------------------------------------- | -------------------------------------- | -------------------------------------- | -------------------------------------- | -------------------------------------- |
| Srbi                                   | Srbi                                   |                                        | 632                                    | 99,05%                                 |
| Črnogorci                              | Črnogorci                              |                                        | 3                                      | 0,47%                                  |
| Neznano                                | Neznano                                |                                        | 0                                      | 0,0%                                   |